# Condado de Pabianice
Condado de Pabianice (polaco: powiat pabianicki) é um powiat (condado) da Polónia, na voivodia de Lodz. A sede do condado é a cidade de Pabianice. Estende-se por uma área de 490,77 km², com 119 359 habitantes, segundo os censos de 2005, com uma densidade 243,21 hab/km².

## Divisões admistrativas
O condado possui:
Comunas urbanas: Konstantynów Łódzki, Pabianice
Comunas rurais: Dłutów, Dobroń, Ksawerów, Lutomiersk, Pabianice

## Demografia
População (dados de 30 de Junho de 2005):
|          | Total   | Total | Mulheres | Mulheres | Homens  | Homens |
| -------- | ------- | ----- | -------- | -------- | ------- | ------ |
|          | pessoas | %     | pessoas  | %        | pessoas | %      |
| Total    | 119 359 | 100   | 63 315   | 53       | 56 044  | 47     |
| Cidades  | 88 559  | 100   | 47 584   | 53,7     | 40 975  | 46,3   |
| Povoados | 30 800  | 100   | 15 731   | 51,1     | 15 069  | 48,9   |